# Mireisz László
Mireisz László (Budapest, 1950. február 2. –), író, spirituális tanító, filozófus, a 
magyarországi buddhizmus képviselője, a Tan Kapuja Buddhista Egyház elnöke, a Tan Kapuja Buddhista Főiskola tanítója, a Tejút Buddhista Pedagógiai Központ alapítója.

## Életrajza
A Táncsics Mihály Gimnáziumban érettségizett, a Kőrösi Csoma Sándor Buddhológiai Intézetben – amelynek később tanszékvezető tanára lett – 1982-ben szentelték pappá. 1982-től három éven át élt elvonulásban, majd 1985-től szintén három évig közösségi elvonulásban az Uszó Elvonulási Központban (Bükk).
1993-tól a keleti tanítások és a magyar hagyomány ötvözéséből született „javas” út kidolgozását és a Javaskönyv összeállítását végezte, 1997-ben pedig megalapította a Tejút Iskola Közalapítványt. 1999-től a Tan Kapuja Buddhista Egyház vezetője, valamint a SZINTÉZIS Szabadegyetem egyik előadója. Írói, zenei és egyéb munkái mellett előadásokat tart az ájurvédikus gyógyászat, a taoizmus, a hermetika és általában az orákulum-rendszerek körében, a keleti tanítások és gyakorlatok átültetése és népszerűsítése, illetve a keleti és a nyugati létszemlélet közeledése érdekében. Munkájának lényegi elemei közé tartozik a buddhista tanok átadása elméleti és gyakorlati szinten, a Tejút Iskola Közalapítvány keretén belüli tanárképzés, illetve a keleti és a nyugati létszemlélet közeledését célzó előadások és tanfolyamok vezetése.

## Munkássága

### Közreműködései

#### Világokon át – Barangolás a metafizika birodalmában

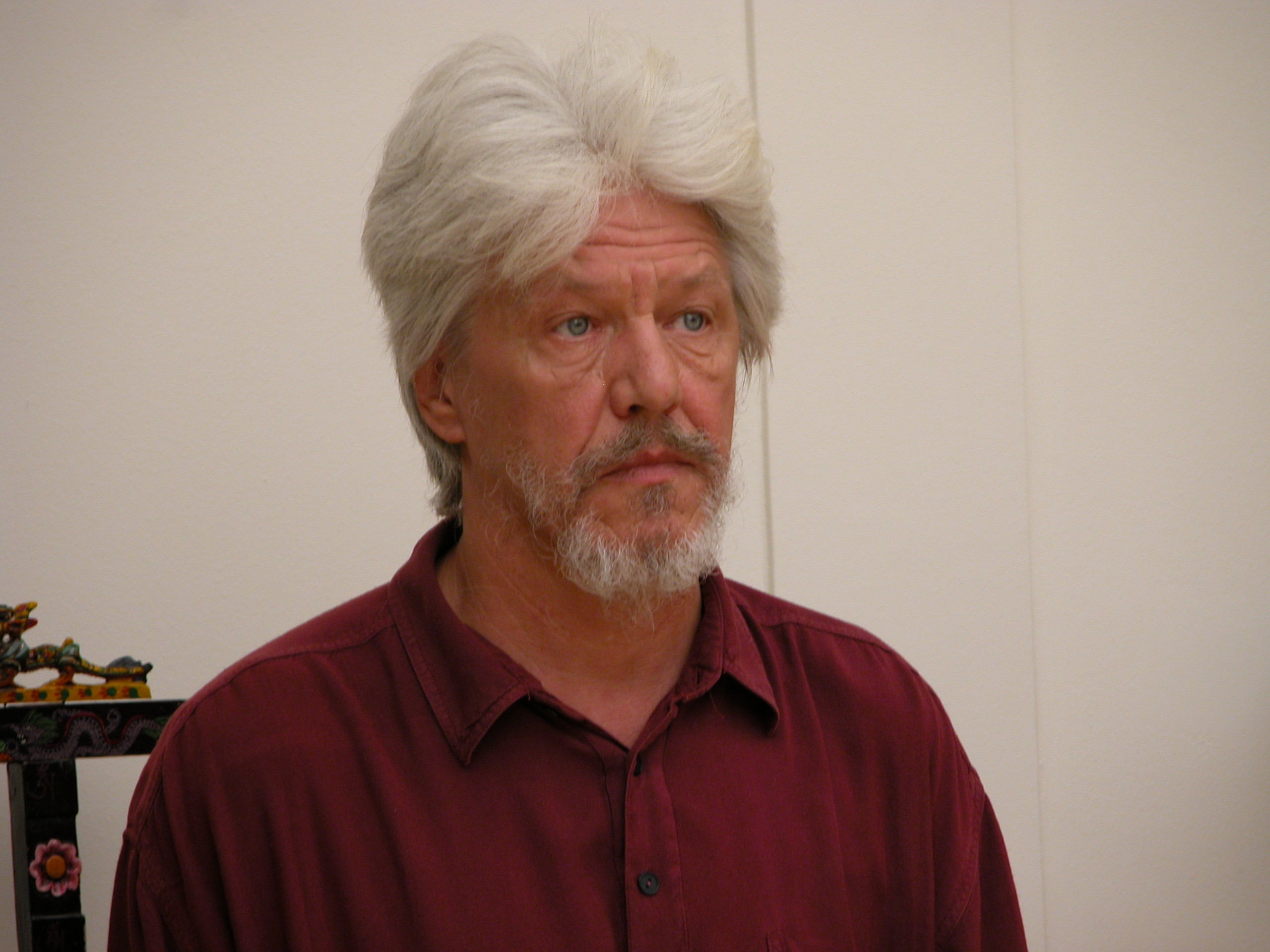
A Tan Kapuja Buddhista Főiskola dharma-termében készült 2013-ban.

A Lőrincz Gabriella vezette és szerkesztette, 1999-ben induló Világokon át – Barangolás a metafizika birodalmában című, integratív emberi megismerést célzó műsor több részében is megszólalt:
- 3. rész: Őselemek, őstörvények: a mindenség pillérei – Gondoltunk-e már arra, hogy a négy őselem testünknek is alkotója, sőt pszichénk állapota is leírható vele? Vagy, hogy az „anyag-energia-információ” elvontnak tűnő hármassága a „test-lélek-szellem” egységére rímel? Szó lesz ezen kívül az akupunktúra ősi gyógymódjáról, s az ősrobbanás-elmélet hiányosságairól is.

További közreműködők: Dr. Simoncsics Péter, Héjjas István, Dúl Antal, Prof. Dr. Tóth Tibor
- 5. rész: Az élet lehelete: céllal, céltalanul? – Áll-e valamilyen szellemi erő, vagy rendező elv az általunk ismert világ hátterében, vagy vakvéletlenek önkénye vetett minket abba az állapotba, amit életnek nevezünk? Tartható-e még mindig a materialisztikus szemlélet kizárólagossága az eredet kérdésében? Miben ragadható meg életünk lényege és célja? Miért fontos tudni mi az a „pszi-mező”?

További közreműködők: Prof. Dr. Tóth Tibor, Grandpierre Attila, Dúl Antal, Paulinyi Tamás
- 7. rész: A tudatos élet – Itt a Földön egyedül az ember az, akire a magasabb tudatosság, – mint lehetőség – bízva van. Csupán mi, emberek vehetjük észre, hogy a létezésnek távlatai és fokozatai vannak, s hogy tekintetünket magasabb horizontokra is emelhetjük. Tudatosságunk egyben a szabadságunk is. Kérdés, élünk-e vele? Azzá válunk-e, akik lehetnénk?…

További közreműködők: Müller Péter, Sári László, Bakos Attila, Dúl Antal
- 12. rész: Az Ég akarata: asztrológia, Ji king, Tarot – A sorozat utolsó részében a három ősi, autentikus önismereti rendszer kap szót. Önmagában is elgondolkodtató, hogy komplett, csorbítatlan formájukban fennmaradtak; így koherens jelrendszerként ma is szolgálhatják a hozzáfordulókat. Kultúrtörténeti értékként is, de főleg életünk aktív, segítő társaiként – rászolgálnak az előítélettől mentes látásmódra.

További közreműködők: Tarr Bence, Müller Péter és Kazanlár Emil

## Publikációi

### Könyvei
- szerk.: Percze Krisztián: A taoizmus és a Változások könyve / a Ji King szellemi háttere és belső összefüggései. Harmadik Évezred (1997). ISBN 963-85810-0-x
- A taoizmus és a Változások könyve / a Ji King szellemi háttere és belső összefüggései. Vizsom Kiadó (2002). ISBN 963-204-771-0
- szerk.: Laár Dávid: A Változások könyve örök igazságai. Vizsom Kiadó (2002). ISBN 963-204-771-0
- szerk.: Laár Dávid: Jógama / A hét világ jógája, avagy a tradicionális jóga a modern korban. Vizsom Kiadó (2003). ISBN 963-206-621-9
- szerk.: Csörgő Zoltán: A magyar vallás, Pogány mítosz sorozat, Vizsom Kiadó (2003). ISBN 963-212-604-1
- szerk.: Paradigma Kft: A semmi virágai / Válogatás a középkori indiai buddhizmus mágikus-misztikus tanításaiból, fordítás, Vizsom Kiadó (2006). ISBN 9789630607025
- F. Várkonyi Zsuzsanna, Popper Péter. Önzés és csalódás / A bennünk lakó árnyék. Paradigma Kft (2006). ISBN 9789637168505
- A Taoizmus és a Ji King, Pogány mítosz sorozat, Harmadik Évezred Kiadó (2013). ISBN 9789638581068
- A magyar efemerida 1921-2030. Paradigma (2008). ISBN 9789630657600

### AJavaslapban megjelent írásai

#### 1998
- A görög orvosi iskolák.  Javaslap,  I. évf.  1. sz. (1998. január)   12. o.
- Az aranyszarvas anyaga.  Javaslap,  I. évf.  2. sz. (1998. február)   9. o.
- A szkíta létkerék-tegezveret.  Javaslap,  I. évf.  3. sz. (1998. március)   4. o.
- A magyar név eredete.  Javaslap,  I. évf.  2. sz. (1998. április)   16. o.
- A szkíta zablapálca és a javas út.  Javaslap,  I. évf.  5. sz. (1998. május)
- A hagyomány, mint a javas út kiindulópontja.  Javaslap,  I. évf.  6. sz. (1998. június)
- Az időkerék-tan.  Javaslap,  I. évf.  7. sz. (1998. július)
- A nőiség szerepe a javas úton.  Javaslap,  I. évf.  8. sz. (1998. augusztus)
- A druidákról.  Javaslap,  I. évf.  8. sz. (1998. augusztus)
- A napfogyatkozás éve.  Javaslap,  I. évf.  9. sz. (1998. szeptember)   4. o.
- Szeretet – tudás – erő.  Javaslap,  I. évf.  10. sz. (1998. október)   4. o.
- Laár András – Percze Krisztián:  Javasjós.  Javaslap,  I. évf.  10. sz. (1998. október)   29. o.
- A régi magyar vallási tisztségek hierarchiája 1.  Javaslap,  I. évf.  11. sz. (1998. november)
- A régi magyar vallási tisztségek hierarchiája 2.  Javaslap,  I. évf.  12. sz. (1998. december)   4. o.

#### 1999
- Az önfegyelmezés éve.  Javaslap,  II. évf.  1. sz. (1999. január)   8. o.
- Dr. Nehéz Rudolf emlékére.  Javaslap,  II. évf.  2. sz. (1999. február)   4. o.
- A tudatfolyamatok.  Javaslap,  II. évf.  3. sz. (1999. március)   4. o.
- A tudatfolyamatok.  Javaslap,  II. évf.  3. sz. (1999. március)   4. o.
- A tudatfolyamatok.  Javaslap,  II. évf.  3. sz. (1999. március)   4. o.
- A tudatfolyamatok.  Javaslap,  II. évf.  3. sz. (1999. március)   4. o.

#### 2008
- Jelen-Lét: A végtelen.  Javaslap,  IX. évf.  2. sz. (2008. február 19.)   2. o.
- Kovács Gábor:  Jóslás.  Javaslap,  IX. évf.  2. sz. (2008. február 19.)   17. o.

### Fordításai
- Anagarika Govinda. A buddhista stúpa pszicho-kozmikus szimbolikája (1986)